# Finn Alnæs
Finn Alnæs född 20 januari 1932 i Bærum, död 3 november 1991 i Lillehammer, var en norsk författare. 
Alnæs debuterade 1963 med romanen Koloss.
Innan sin litterära debut hade Alnæs studerat drama i England och arbetat som bland annat skådespelare, journalist, lärare och lastbilschaufför. 
Alnæs nominerades två gånger till Nordiska rådets litteraturpris, 1964 för Koloss och 1969 för Gemini. 1993, två år efter författarens död, blev Koloss filmatiserad. Regi och manus stod Witold Leszczynski för.